# Темеоань
Темеоань, Темеоані (рум. Tămăoani) — село у повіті Галац в Румунії. Входить до складу комуни Фрумушица.
Село розташоване на відстані 207 км на північний схід від Бухареста, 28 км на північ від Галаца.

## Населення
За даними перепису населення 2002 року у селі проживали 1024 особи, усі — румуни. Усі жителі села рідною мовою назвали румунську.